# Hygrophila asteracanthoides
Hygrophila asteracanthoides är en akantusväxtart som beskrevs av Gustav Lindau. Hygrophila asteracanthoides ingår i släktet Hygrophila och familjen akantusväxter. Inga underarter finns listade i Catalogue of Life.